# Entephria glaciata
Entephria glaciata är en fjärilsart som beskrevs av Ernst Friedrich Germar 1831. Entephria glaciata ingår i släktet Entephria och familjen mätare. Inga underarter finns listade i Catalogue of Life.